# La Codina (Gaià)
La Codina és una masia a uns dos km al nord-est del nucli de Gaià (al Bages) inclosa en l'Inventari del Patrimoni Arquitectònic de Catalunya. La Codina és una masia de dues plantes i baixos, orientada a migdia, amb eixides als dos primers pisos. Coberta a dues vessants i amb el carener perpendicular a la façana, ha sigut restaurada recentment. Les llindes de les portes fan esment a les construccions i restauracions més noves d'aquest gran casal: 1803, 1860. Actualment la Codina es dedica gairebé d'una manera completa a la cria de bestiar.